# La Gavilana
La Gavilana är en ort i Mexiko.   Den ligger i kommunen Pénjamo och delstaten Guanajuato, i den centrala delen av landet, 290 km väster om huvudstaden Mexico City. La Gavilana ligger 1 709 meter över havet och antalet invånare är 346.
Terrängen runt La Gavilana är platt åt nordväst, men åt sydost är den kuperad. Runt La Gavilana är det ganska tätbefolkat, med 104 invånare per kvadratkilometer. Närmaste större samhälle är Pénjamo, 15,2 km norr om La Gavilana. I omgivningarna runt La Gavilana växer huvudsakligen savannskog.